# Phil Hill
Phil Hill, născut Philip Toll Hill, jr. (n. 20 aprilie 1927, Miami, Florida - d. 28 august 2008, Salinas, California), a fost un pilot de Formula 1, campion mondial în 1961, fiind primul american care a câștigat titlul mondial.

## Filmografie
- 1966 Marele premiu (Grand Prix), regia John Frankenheimer : Tim Randolph